# Jorge Viana
Jorge Ney Viana Macedo Neves (Rio Branco, 20 de septiembre de 1959) es un ingeniero forestal y político brasileño. Fue gobernador del Estado de Acre de 1999 a 2006. En las elecciones de 1998 consiguió el puesto con el 58% de los votos. En el 2002 fue reelegido con el 64% de los votos.
Comenzó su carrera política en 1990 presentándose por el Partido de los Trabajadores a la gobernadoría de Acre, consiguiendo llegar a la segunda vuelta. Dos años después, es elegido alcalde de su ciudad natal, Rio Branco. Al final de su mandato como alcalde tenía un 85% de aprobación ciudadana. En las elecciones de 2006 no se presentó a ningún cargo, pero eligió a su sucesor como gobernador, Binho Marques.
- Datos: Q954775
- Multimedia: Jorge Viana / Q954775